# فوسفات الرصاص الثنائي
فوسفات الرصاص الثنائي (بالإنجليزية : Lead(II) phosphate ) هو مركب أيوني ذو الصيغة الكيميائية Pb3(PO4)2.